# Lobera de Onsella
Pour les articles homonymes, voir Lobera.
Lobera de Onsella est une commune d’Espagne, dans la province de Saragosse, communauté autonome d'Aragon, de la comarque de Cinco Villas.